# Национални центар за несталу и експлоатисану децу
Национални центар за несталу и експлоатисану децу (енгл. National Center for Missing & Exploited Children) приватна је, непрофитна организација, коју је 1984. основао Конгрес Сједињених Држава, чији је задатак да помогне у проналажењу нестале деце, смањи сексуалну експлоатацију деце и спречи виктимизацију деце. Ова организација се бави случајевима несталих малолетника од детињства до узраста од 20 година. Тренутни председник организације је Џон Гросо. Регионалне организације се налазе у Флориди, Тексасу и Њујорку.
Примарно финансирана од стране Министарства правде Сједињених Држава, ова организација делује као центар за информисање и извор помоћи родитељима и деци, и као агенција за спровођење закона, у проналажењу нестале деце и подизању свести јавности о начинима спречавања отмице деце и сексуалног злостављања деце.
Центар пружа информације које помажу у лоцирању деце која су пријављена као нестала (отмицом деце, бекством од куће..) и као помоћ физички и сексуално злостављаној деци. У овом капацитету ресурса, организација дели фотографије нестале деце и прихвата информације и савете од јавности. Такође координира ове активности са бројним државним и савезним агенцијама за спровођење закона.
Центар није само ограничен на лоцирање нестале деце, већ и на идентификацију преминулих. У неким земљама постоји велики број неидентификованих преминулих, од којих су неки деца, тинејџери. Попут нестале деце, постери се праве и за остале случајеве, и ако је могуће приказују се форензичке реконструкције лица субјекта које показују процену њиховог изгледа.

## Историјат
Центар је основан 1984. године, подстакнут значајним отмицама као што су отмица и убиство шестогодишњег Адама Волша 1981. године. Пошто је полиција имала могућност да бележи и прати информације о украденим аутомобилима, пушкама, па чак и коњима помоћу ФБИ-јевог (engl. FBI) националног компјутера за криминал, веровало се да исто треба учинити како би се пронашле жртве.
Амерички Конгрес је 1984. усвојио Закон о помоћи несталој деци, који је успоставио Национални ресурсни центар и центар за размену информација о несталој и експлоатисаној деци. Такође је успостављена национална 24-часовна бесплатна телефонска линија за несталу децу.
Управни одбор ове Организације је 1998. одобрио стварање посебне међународне организације, Међународног центра за несталу и експлоатисану децу, који се бори против сексуалног искоришћавања деце, сексуалног злостављања и отмице деце.Те две организације сада делују као сестринске организације.
Према подацима које је прикупио Национални центар за несталу и експлоатисану децу, између 2011. и 2015. године, 45% деце која су пријављена као нестала у Америци, пронађено је након 6 и 11 месеци; 27% је пронађено је када су нестали између 1 и 2 године; 19% када су нестали између 2 и 5 година, а само 1% нестале деце је пронађено кад су пријављена као нестала дуже од 20 година.

## Сајбер Типлајн
Сајбер Типлајн (engl. Cyber Tipeline) национални је централизовани систем извештавања за онлајн експлоатацију деце. Јавни и електронски провајдери услуга могу сачинити извештаје о сумњи на привлачење деце на интернету на сексуалне радње, сексуални туризам деце, непристојне материјале који се шаљу детету, обмањујућа имена, речи и слике...
Особље Организације прегледа сваки савет и ради на проналажењу потенцијалне локације за пријављен инцидент како би се могао ставити на располагање одговарајућој агенцији за спровођење закона ради могуће истраге. Такође се користе информације из Сајбер Типлајн извештаја како би помогле при обликовању порука о превенцији и безбедности.
У 2018. години Сајбер Типлајн је обрадио око 18,4 милиона извештаја.

## Алатка „Уклони”
У фебруару 2023. организација је најавила издавање алатке „Уклони” (енгл. Take It Down), бесплатне услуге која омогућава корисницима да анонимно пријаве и уклоне сексуално експлицитне слике или видео снимке пронађених малолетних особа на друштвеним мрежама, блокирајући дељење садржаја.  Мета је обезбедила почетна средства за креирање услуге, док су платформе као што су Фејсбук, Инстаграм, ОнлиФенс интегрисале алатку у своје платформе.